# 壮瞥町

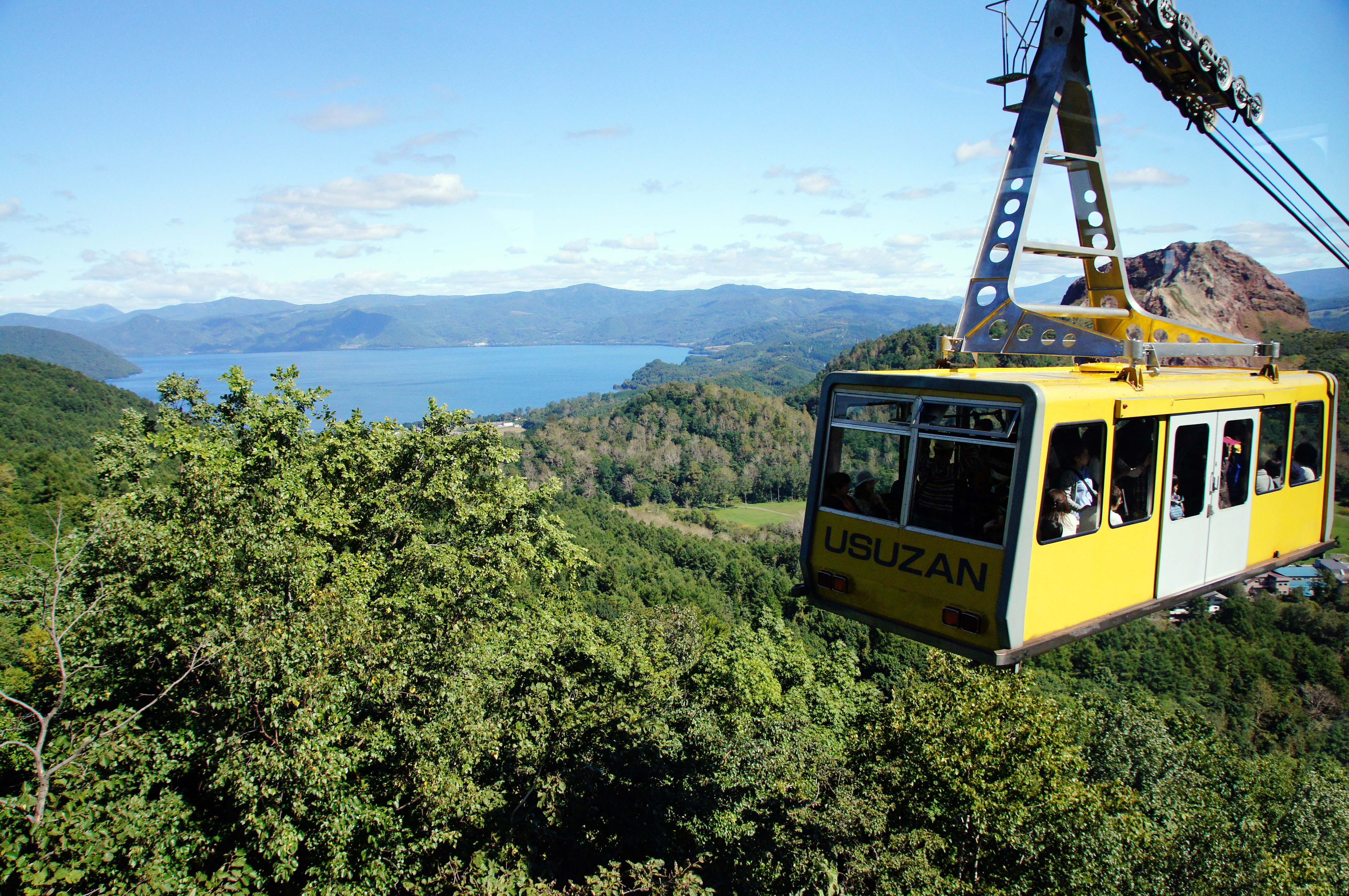
有珠山ロープウェイ

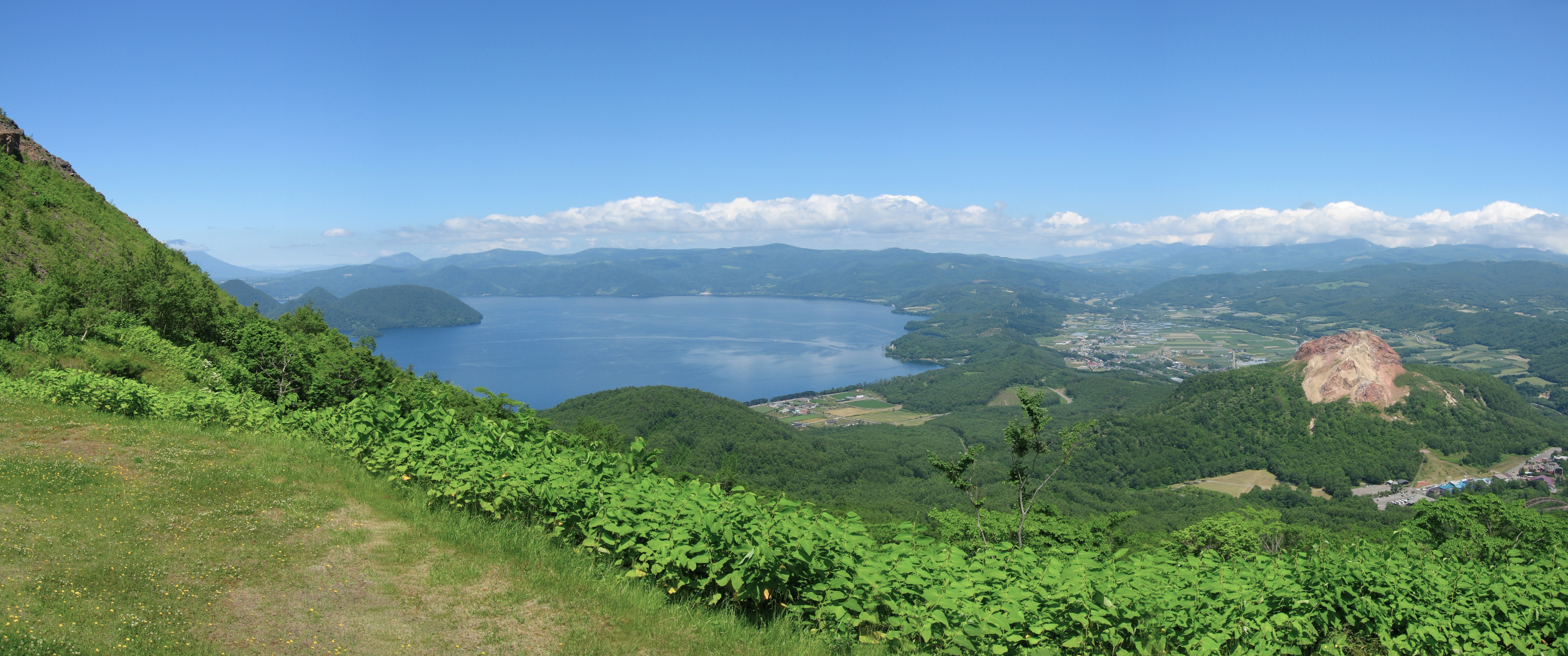
有珠山から見る昭和新山と壮瞥町域

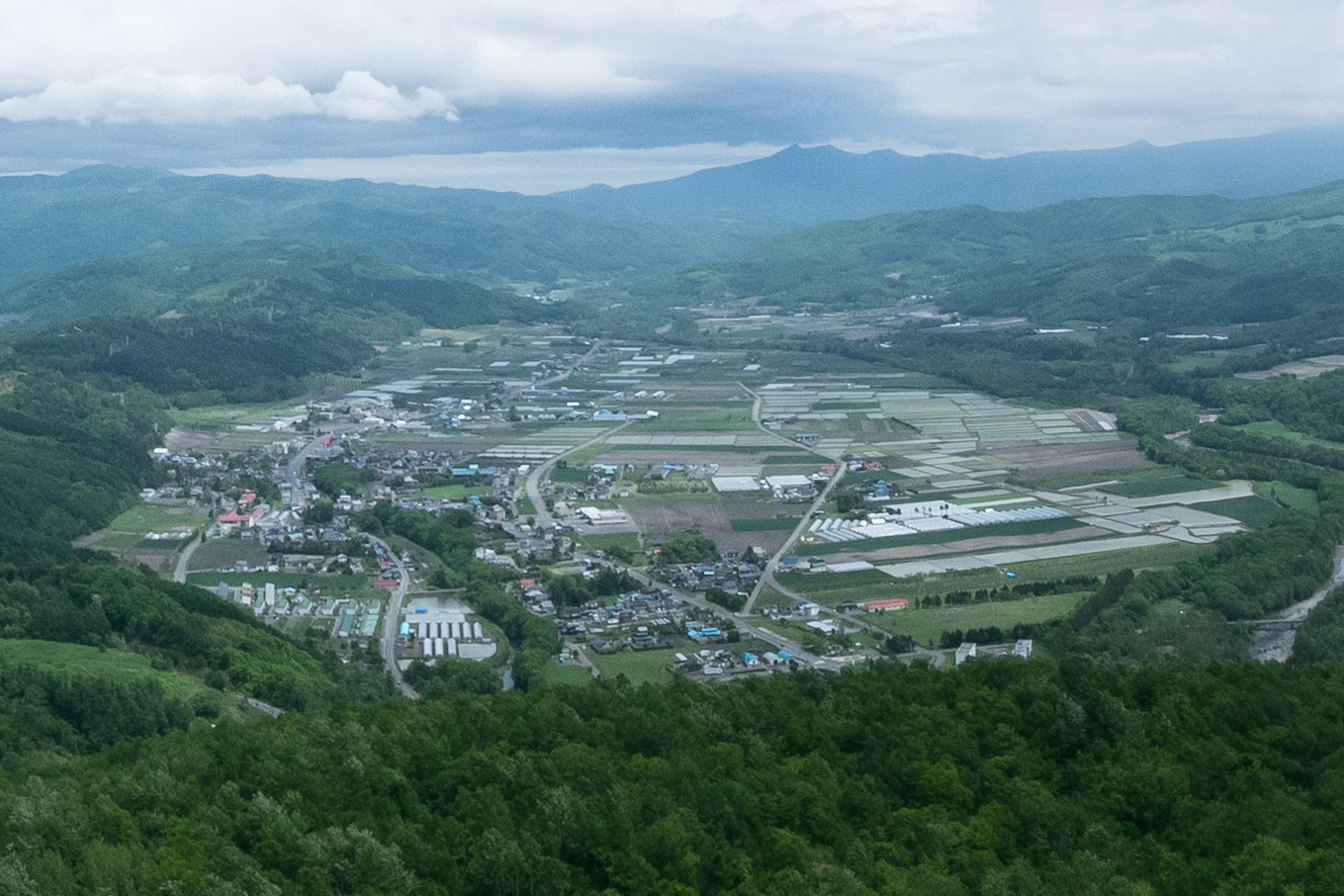
壮瞥町の中心部

壮瞥町（そうべつちょう）は、北海道胆振総合振興局の西部に位置する。洞爺湖の南東岸に面し、有珠山・昭和新山という火山のある町である。雪合戦の国際大会が開催される町としても知られる。

## 地名の由来
今の壮瞥川のアイヌ語名「ソペッ（so-pet）」（滝・川）に由来。

## 地理
- 洞爺湖畔には洞爺湖温泉（旅館ホテルの大半は洞爺湖町域にある）・壮瞥温泉があり、長流川流域の蟠渓地区には蟠渓温泉がある。
- 北海道の中では夏は涼しく、冬は温暖な気候である。

### 地形
- 山: 有珠山（大有珠）、昭和新山、オロフレ山
- 河川: 長流川、壮瞥川
- 湖沼: 洞爺湖、新山沼
- 滝: キムンドの滝、壮瞥滝
- 洞爺湖・有珠山・昭和新山周辺と蟠渓温泉・オロフレ峠周辺は支笏洞爺国立公園に指定されている。

### 隣接している自治体
- 胆振総合振興局
  - 登別市、伊達市、伊達市大滝区
  - 白老郡：白老町
  - 虻田郡：洞爺湖町

## 歴史
- 1663年（寛文3年）有珠山噴火。
- 1799年（寛政11年）有珠郡域は幕府の天領となる。
- 1821年（文政4年）文政4年には一旦松前藩領に復す。
- 1855年（安政2年）再び天領となる。
- 1899年（明治32年）8月 壮瞥村戸長役場設置。
- 1910年（明治43年）有珠山噴火。明治新山形成。
- 1915年（大正4年）4月1日 二級町村制を施行し、徳舜瞥村（のち大滝村、現伊達市飛地「大滝地域自治区」）を分村[3]。
- 1939年（昭和14年）4月1日 一級町村制施行。
- 1944年（昭和19年）有珠山噴火。昭和新山形成。
- 1954年（昭和29年）昭和天皇、香淳皇后が昭和新山資料館に行幸啓[4]。
- 1962年（昭和37年）1月1日 町制施行、壮瞥町。
- 1977年（昭和52年）有珠山噴火。
- 1996年（平成8年）8月5日 道の駅そうべつサムズオープン。
- 2000年（平成12年）有珠山噴火。
- 2007年（平成19年）11月16日 道の駅の名称をそうべつ情報館i(アイ)に変更。
- 2009年（平成21年）壮瞥町を含む洞爺湖有珠山地域は世界ジオパークに登録される。
- 2024年（令和6年） 「日本サッカー協会100周年表彰（感謝表彰）」を受ける[5]。

## 行政
- 現町長 田鍋敏也（2019年（平成31年）4月就任）
- 前町長 佐藤秀敏（2011年（平成23年）5月就任）
- 元町長 山中漠（1999年（平成11年）5月就任）
- 伊達市・大滝村と合併協議会を設置していたが、2004年（平成16年）12月に離脱した。

## 経済

### 産業
- 観光と農業を主とする。果樹園（りんご）が多い。

### 農協
- とうや湖農業協同組合（JAとうや湖）壮瞥支所

### 金融機関
- 伊達信用金庫壮瞥支店

### 郵便局
- 壮瞥郵便局（集配局）
- 久保内郵便局
- 仲洞爺簡易郵便局

### 宅配便
- ヤマト運輸：伊達営業所（伊達市）
- 佐川急便：室蘭営業所（室蘭市）

## 公共機関

### 警察
- 伊達警察署壮瞥駐在所・久保内駐在所

## 友好都市
- ケミヤルヴィ市

## 地域

### 人口
| |                                        |  |
| 壮瞥町と全国の年齢別人口分布（2005年） | 壮瞥町の年齢・男女別人口分布（2005年） |  |
| ■紫色 ― 壮瞥町 ■緑色 ― 日本全国 | ■青色 ― 男性 ■赤色 ― 女性              |  |
| 壮瞥町（に相当する地域）の人口の推移 \| 1970年（昭和45年） \| 5,364人 \| \| \| 1975年（昭和50年） \| 4,447人 \| \| \| 1980年（昭和55年） \| 4,292人 \| \| \| 1985年（昭和60年） \| 4,343人 \| \| \| 1990年（平成2年） \| 4,123人 \| \| \| 1995年（平成7年） \| 3,866人 \| \| \| 2000年（平成12年） \| 3,748人 \| \| \| 2005年（平成17年） \| 3,473人 \| \| \| 2010年（平成22年） \| 3,233人 \| \| \| 2015年（平成27年） \| 2,922人 \| \| \| 2020年（令和2年） \| 2,743人 \| \| |                                        |  |
| 総務省統計局 国勢調査より |                                        |  |
| 1970年（昭和45年） | 5,364人                                |  |
| 1975年（昭和50年） | 4,447人                                |  |
| 1980年（昭和55年） | 4,292人                                |  |
| 1985年（昭和60年） | 4,343人                                |  |
| 1990年（平成2年） | 4,123人                                |  |
| 1995年（平成7年） | 3,866人                                |  |
| 2000年（平成12年） | 3,748人                                |  |
| 2005年（平成17年） | 3,473人                                |  |
| 2010年（平成22年） | 3,233人                                |  |
| 2015年（平成27年） | 2,922人                                |  |
| 2020年（令和2年） | 2,743人                                |  |

### 教育

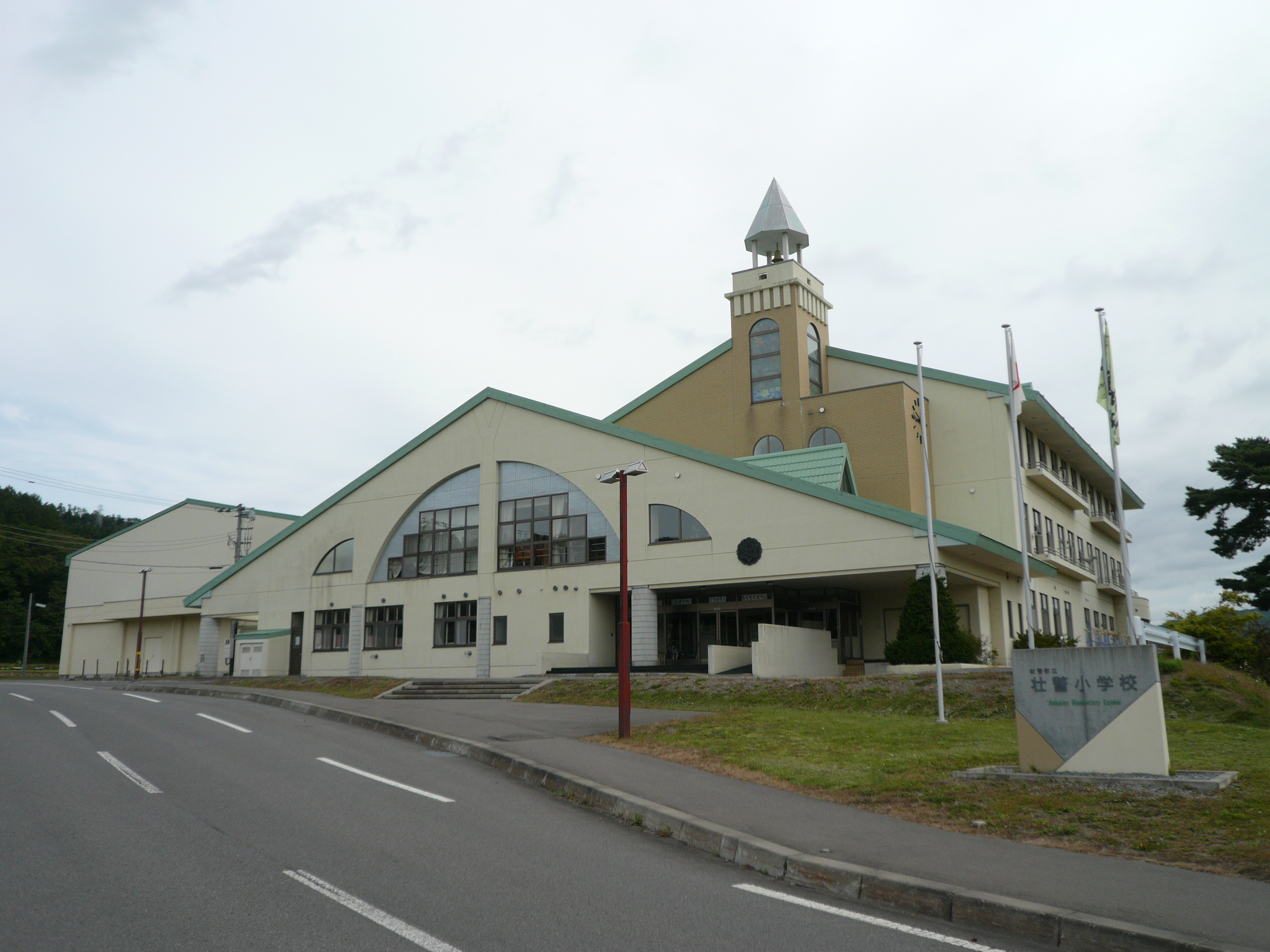
壮瞥町立壮瞥小学校

- 高等学校
  - 北海道壮瞥高等学校（町立）
- 中学校
  - 壮瞥町立壮瞥中学校
- 小学校
  - 壮瞥町立壮瞥小学校
- 大学施設
  - 北海道大学理学部附属有珠火山観測所

- 壮瞥町立壮瞥小学校

#### 休校・閉校
- 壮瞥町立久保内小学校 - 2019年3月31日をもって休校
- 壮瞥町立久保内中学校 - 2017年3月31日をもって閉校

## 交通

### 空港
- 新千歳空港（千歳市）

### 鉄道
- 町内を鉄道路線は通っていない。最寄り駅は、JR北海道室蘭本線伊達紋別駅。
- かつては旧国鉄胆振線が走っており、壮瞥駅、久保内駅、蟠渓駅が設置されていたが、1986年（昭和61年）11月1日に廃止されている。

### バス路線
- 現在は道南バスが、伊達・室蘭・大滝・洞爺湖温泉・洞爺湖町洞爺町（旧洞爺村）方面を結んでいる。かつては倶知安行の路線（廃止された胆振線の代替バスであった）が存在したが、2022年9月末を以て廃止されている。

### 道路
- 一般国道
  - 国道453号
- 都道府県道
  - 北海道道2号洞爺湖登別線
  - 北海道道132号洞爺公園洞爺線
  - 北海道道327号弁景幌別線
  - 北海道道519号滝之町伊達線
  - 北海道道560号仲洞爺留寿都線
  - 北海道道703号洞爺湖公園線
  - 北海道道922号立香南久保内線
- 道の駅
  - そうべつ情報館i(アイ)

### その他
- 有珠山ロープウェイ

## 通信
市外局番は0142。伊達市、洞爺湖町、豊浦町からは市内局番からかけることができる。
市内局番は65、66、75。

## 名所・旧跡・観光スポット・祭事・催事

### 文化財

#### 特別天然記念物
- 昭和新山

#### その他
- 久保内獅子舞 - 壮瞥町指定無形民俗文化財、久保内神社、久保内獅子舞保存会
- 仲洞爺獅子舞 - 壮瞥町指定無形民俗文化財、仲洞爺神社、仲洞爺獅子舞保存会

### 観光
- 昭和新山火まつり - 平成19年まで46回開催された
- 昭和新山国際雪合戦 - 北海道遺産
- 横綱北の湖記念館[6]
- 三松正夫記念館[7] - 昭和新山資料館[8]
- 昭和新山ガラス館[9]
- 昭和新山熊牧場
- とうや湖ぐるっと彫刻公園[10]
- 壮瞥公園 - 高台にあり、洞爺湖・有珠山・昭和新山・羊蹄山を望める[11]
- 仲洞爺キャンプ場[12]
- 力岩観察広場（旧・滝之上キャンプ場）[13]
- 壮瞥温泉
- 蟠渓温泉
- 仲洞爺温泉
- 弁景温泉
- オロフレスキー場[14]

## 出身有名人
- 北の湖敏満（大相撲元横綱、日本相撲協会理事長）
- 小林末男（経営学、元拓殖大学北海道短期大学学長）